# Döbrentei Lajos
Döbrentei Lajos (Döbröntei Lajos) (Kemeneshőgyész, 1761. december 12. – Uraiújfalu, 1840. december 13.) evangélikus lelkész, Döbrentei Gábor édesapja.

## Élete
Bobán, később Uraiújfalun Vas megyében lelkészkedett. A középvidékbeli egyházmegyének seniora (esperese) s a Dunántúli Evangélikus Egyházkerület (Superintendentia) jegyzője volt. Neve még az 1838-as Névtárban előfordul.
Hrabovszky Györgynek, A dunántáli evangelikus augusta confessioni superintendentiai prédikátorai című munkájában (Veszprém, 1803. 41. lap) Döbrentei Lajos senior és bobai prédikátor, aki 1761. december 12.-én Hőgyészen, Vas megyében született. Tanult Gergelyiben, Nemesdömölkön, majd hét évig Pozsonyban, azután jogot hallgatott Pápán; azután egyházi pályára lépett és 1784. március 27-én Bakonyszentlászlóra ordináltatott. 1787 őszén Somlószőlősre rendeltetett; 1799-ben Bobára ment papnak és 1802. szeptember 13.-án esperessé választotta a kemenesaljai egyházmegye. 1817 táján egyházmegye területét elhagyva Uraiújfalura ment papnak, ezen minőségében hamarosan a középvasi egyházmegye esperese lett. Egyházkerületi főjegyzőséget is viselt.

## Munkái
- Halotti elmélkedés és bucsuzás szentmártonyi Radó József holt teste felett 1816. márcz. 13. a laki temetőben elmondott. Sopron, 1816. (Halasy Mihály gyászbeszédével együtt.)
- Halotti tanítás, melyet… Geöndöcz Ferencz urnak 1830. decz. 22. történt halála után a nevezett hónak 27. lett eltemettetése alkalmával… Felső-Pátyon tartott és elmondott. Uo. 1831.
- Halotti tanítás, melyet néhai Dukai Takács Lidia asszonyságnak, mint néhai Ajkai Ajkay János úr özvegyének végső tisztességtételekor Lakon, az 1831. eszt. decz. 28. tartott. Uo. 1832.